# 施特雷洛河

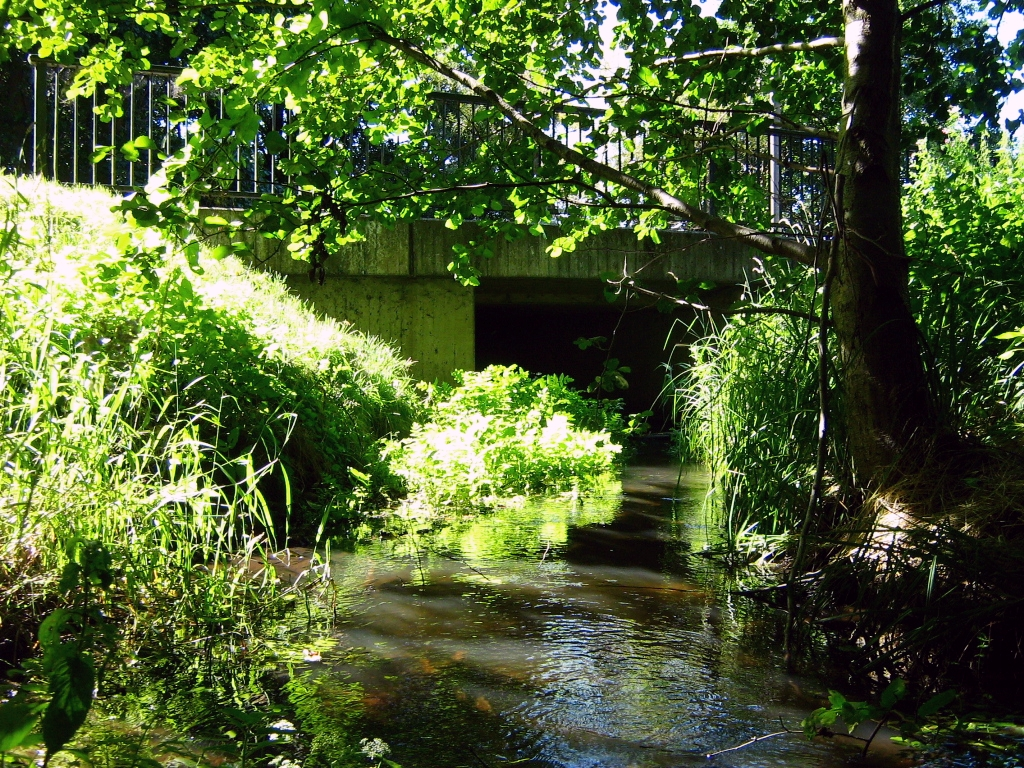
施特雷洛河

53°50′09″N 13°05′26″E / 53.8357°N 13.0905°E
施特雷洛河（德語：Strehlower Bach）是德國的河流，位於該國東北部，由梅克倫堡-前波美拉尼亞州負責管轄，屬於奧格拉本河的支流，河道全長約16公里，發源自格內夫科以南。